# Max Maddalena

Max Maddalena (um 1928)

Maximilian (Max) Maddalena (* 17. Januar 1895 in Riedheim; † 22. Oktober 1943 im Zuchthaus Brandenburg-Görden) war ein deutscher Kommunist und Widerstandskämpfer gegen den Nationalsozialismus.

## Leben
Max Maddalena war der Sohn eines italienischen Mosaikarbeiters. Er trat 1911 dem Deutschen Metallarbeiterverband (DMV) und 1913 der SPD bei. 1918 wechselte er zur USPD. Nach der Vereinigung der USPD (Linke) mit der KPD Ende 1920 war Maddalena Mitglied der KPD.
Er stammte aus einfachsten Verhältnissen und verbrachte seine Kindheit und Jugend überwiegend bei seiner Großmutter Monika Osswald in Riedheim, wo er bis 1909 die Volksschule besuchte. Er arbeitete als Schlosser in den Eisen- und Stahlwerken Georg Fischer in Singen, wo er seit 1913 auch wohnte. Gemeinsam mit der Mutter wurde er im Juni 1913 vom Landgericht Konstanz zu einer Gefängnisstrafe wegen Süßstoffschmuggels verurteilt. 1914 meldete er sich freiwillig zur Marine, wurde 1917 zum Unteroffizier befördert, mehrfach schwer verwundet und schließlich mit dem Eisernen Kreuz 1. und 2. Klasse sowie der badischen Verdienstmedaille ausgezeichnet.
Vom Herbst 1920 bis Ende 1924 leitete er die Ortsverwaltung Singen des Deutschen Metallarbeiterverbandes (DMV). Als Gewerkschaftsführer trat er bei Kundgebungen und Demonstrationen als Redner auf. Von Januar bis April 1925 arbeitete er in der Gewerkschaftsabteilung des ZK der KPD und leitete danach die KPD-Bezirksorganisation Württemberg.
Im Oktober 1925 wurde er Mitglied des Sekretariats der KPD-Bezirksleitung Wasserkante in Hamburg. Seit der Reichstagswahl 1928 gehörte er von Mai 1928 bis März 1933 dem Reichstag an und war Weggefährte bekannter Kommunisten wie Ernst Thälmann (1886–1944), Walter Ulbricht (1893–1973) und Clara Zetkin (1857–1933). Von Ende 1930 bis Mitte 1932 war er Mitglied des Reichskomitees der Revolutionären Gewerkschaftsopposition (RGO) sowie Leiter der Industriegruppe Metall in der RGO. Als politischer Agitator geriet er häufig in Konflikt mit der Justiz. Nur seine Immunität als Abgeordneter schützte ihn vor einer zweijährigen Haft, zu der man ihn 1931 verurteilte.
Ab Juni 1932 war Maddalena Vertreter der RGO bei der Roten Gewerkschaftsinternationale (RGI) in Moskau. Am 11. März 1935 kehrte er im Auftrag des ZK der KPD nach Deutschland zurück, um die illegale Landesleitung zu unterstützen. Am 27. März 1935 wurde er in Berlin verhaftet und im Untersuchungsgefängnis Moabit gefangengehalten. Der Volksgerichtshof verurteilte Maddalena am 4. Juni 1937 wegen „Vorbereitung zum Hochverrat“ zu lebenslangem Zuchthaus. Maddalena starb im Zuchthaus Brandenburg-Görden an einer schweren Magenerkrankung, dabei soll die ärztliche Versorgung nicht ausreichend gewesen sein.
Maddalena hatte einen Sohn gleichen Namens. Max Maddalena junior (1917–1942) blieb nach der Emigration 1932 in der UdSSR und wurde Opfer der Stalinschen Säuberungen. Zweimal – 1938 und 1941 – verhaftet und schließlich zu fünf Jahren Verbannung in die Region Krasnojarsk verurteilt, starb der Sohn schon früher als der Vater am 14. Juli 1942 im Gefängniskrankenhaus.

## Ehrungen

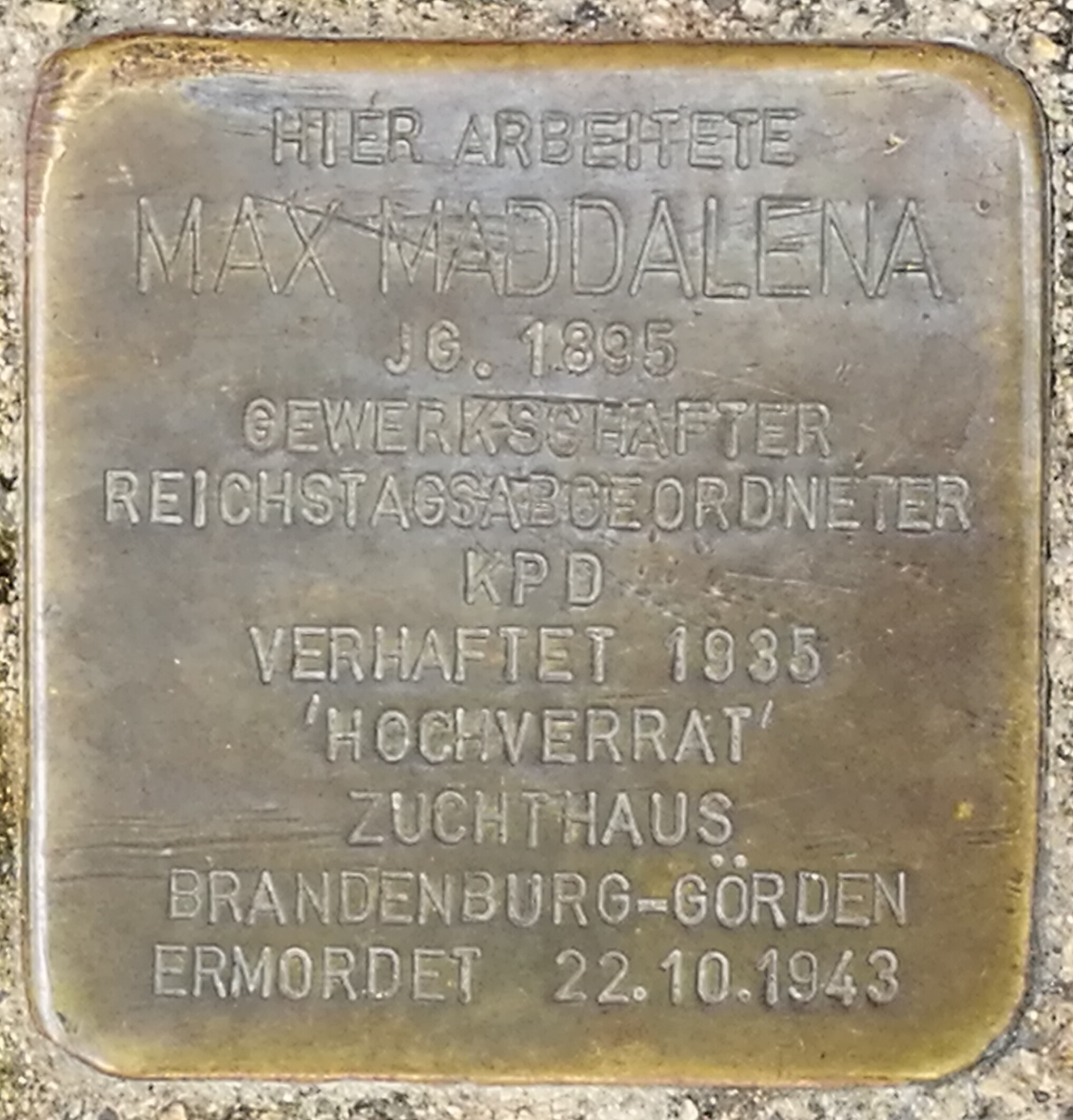
Stolperstein in Singen für Max Maddalena (2017)

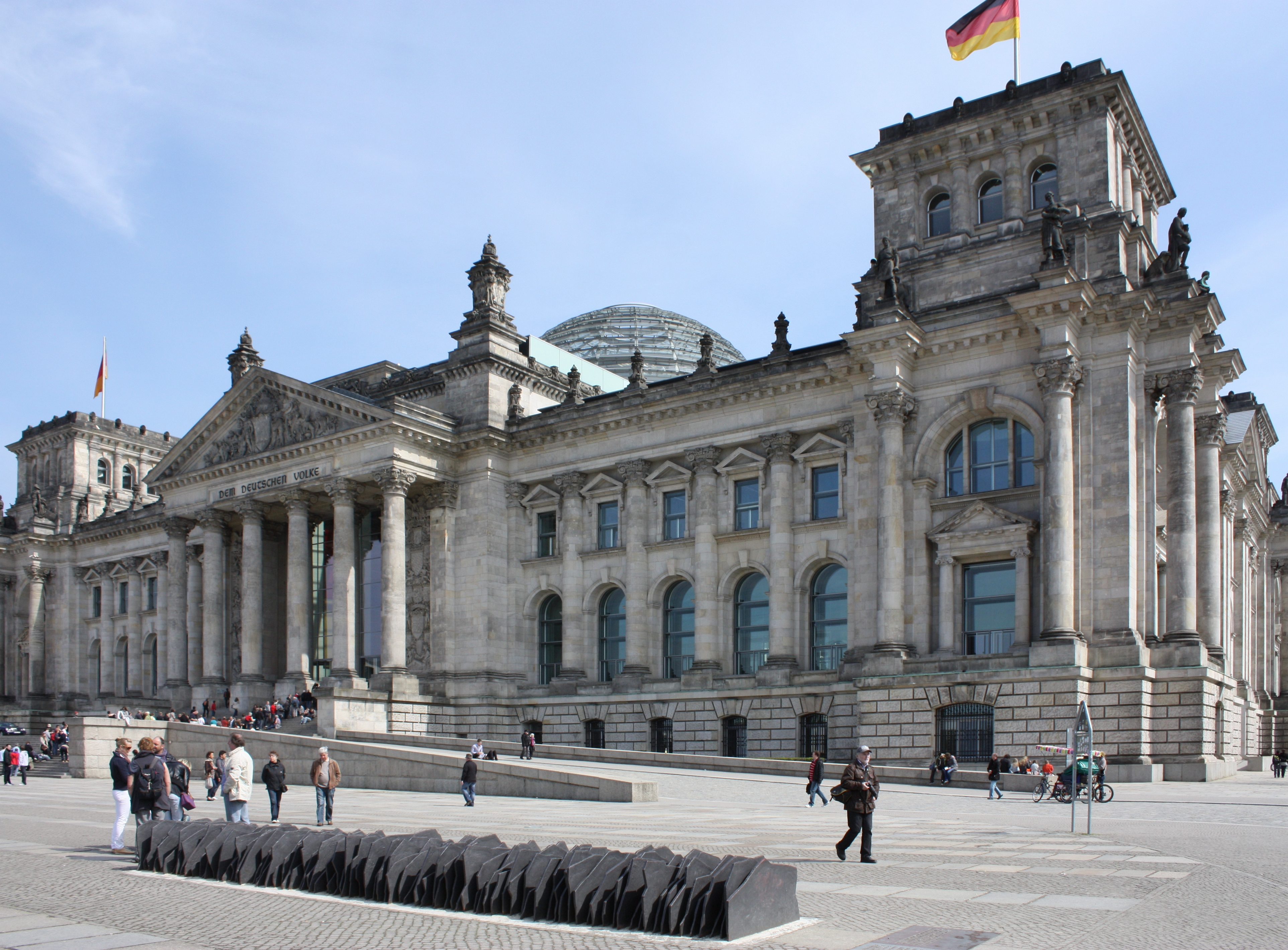
Gedenktafeln am Reichstag (2010)

In Rostock und Singen sind Straßen nach ihm benannt worden. Die Max-Maddalena-Straße in Singen wurde 1959 gemäß Gemeinderatsbeschluss wieder in Harsenstraße umbenannt (in der Zeit des „Kalten Krieges“ verweigerte man vielen Opfern des Naziregimes, die Kommunisten waren, die Rehabilitation). Mittlerweile gibt es wieder eine Max-Maddalena-Straße in einem Singener Neubaugebiet.
Sein Name ist auch auf einem Gedenkstein für die Opfer des Nationalsozialismus auf dem Waldfriedhof in Singen verzeichnet. Vor dem Haus Schwarzwaldstraße 30 in Singen ist Max Maddalena zu Ehren 2011 ein Stolperstein verlegt worden.
In seinem Geburtsort Hilzingen-Riedheim wurde am 5. Juli 2009 ein Gedenkstein am Ortseingang eingeweiht, der an seine Person und sein tragisches Schicksal erinnert.
In Brandenburg war die Betriebsberufsschule des ehemaligen Stahl- und Walzwerkes nach ihm benannt.
Vor dem Reichstagsgebäude besteht seit 1992 eine Gedenkstätte für 96 Reichstagsabgeordnete, die Opfer der Nationalsozialisten wurden, darunter auch eine Tafel mit Maddalenas Namen.